# Indiu
Indiul este elementul chimic din categoria metalelor notat cu simbolul In și numărul atomic 49. Este cel mai moale metal care nu face parte din categoria alcalinelor. Are un aspect metalic asemănător cu staniul. Este un metal post-tranzițional, care constituie 0,21 părți per bilion din crusta Pământului. Punctul de topire al indiului este mai înalt decât al sodiului și al galiului, însă mai scăzut decât al litiului și staniului.  
La nivel chimic, indiul este similar cu galiul și taliul, fiind un intermediar pentru cele două elemente, în termeni ai proprietăților. Indiul a fost descoperit în anul 1863 d.Hr. de către Ferdinand Reich și Hieronymous Theodor Richter prin metoda spectroscopică, fiind numit după linia indigo a spectrului; elementul a fost izolat anul următor. 
Indiul este un component minor în minereurile de sulfură de zinc, fiind un produs rezidual ca urmare a rafinării zincului. Este foarte utilizat în industria semiconductorilor, în aliaje cu punct de topire scăzut, sigilii de vidare și în producția învelișurilor transparente de oxid de indiu si staniu (ITO) pe sticlă. Indiul este considerat a fi un element crucial pentru tehnologie. 
Nu prezintă niciun rol biologic, iar compușii acestuia sunt toxici atunci când sunt injectați în sistemul circulator. Cele mai multe expuneri profesionale sunt făcute prin ingestie, care nu permite absorbția compușilor de indiu, precum și prin inhalare, care permite o absorbție moderată. 